# 野村安趙
野村里之子親雲上安趙 (のむら サトゥヌシペーチン あんちょう、1805年6月28日 (嘉慶10年6月2日) - 1871年8月17日 (同治10年7月2日)）は、琉球王国第二尚氏王統の古典音楽演奏家。野村流の始祖。童名は真蒲戸、唐名は毛文楊。
新城親方安基の支流で、野村家10代目。知念績高に師事。尚泰王の命により、音楽譜『野村工工四』(3巻)を編纂、1869年に完成。琉球古典音楽の重要な楽譜である。

## 系譜
- 父：野村安美
- 母：麻氏思戸　（1785年 - 1852年）。号は寿彭）

- 室: 易氏真加戸
  - 長女: 思戸 （1832年に生まれる）
  - 次女: 真鍋 （1834年に生まれる）
  - 長男: 野村安暢
  - 次男: 野村安貞

## 経歴（月日は旧暦）

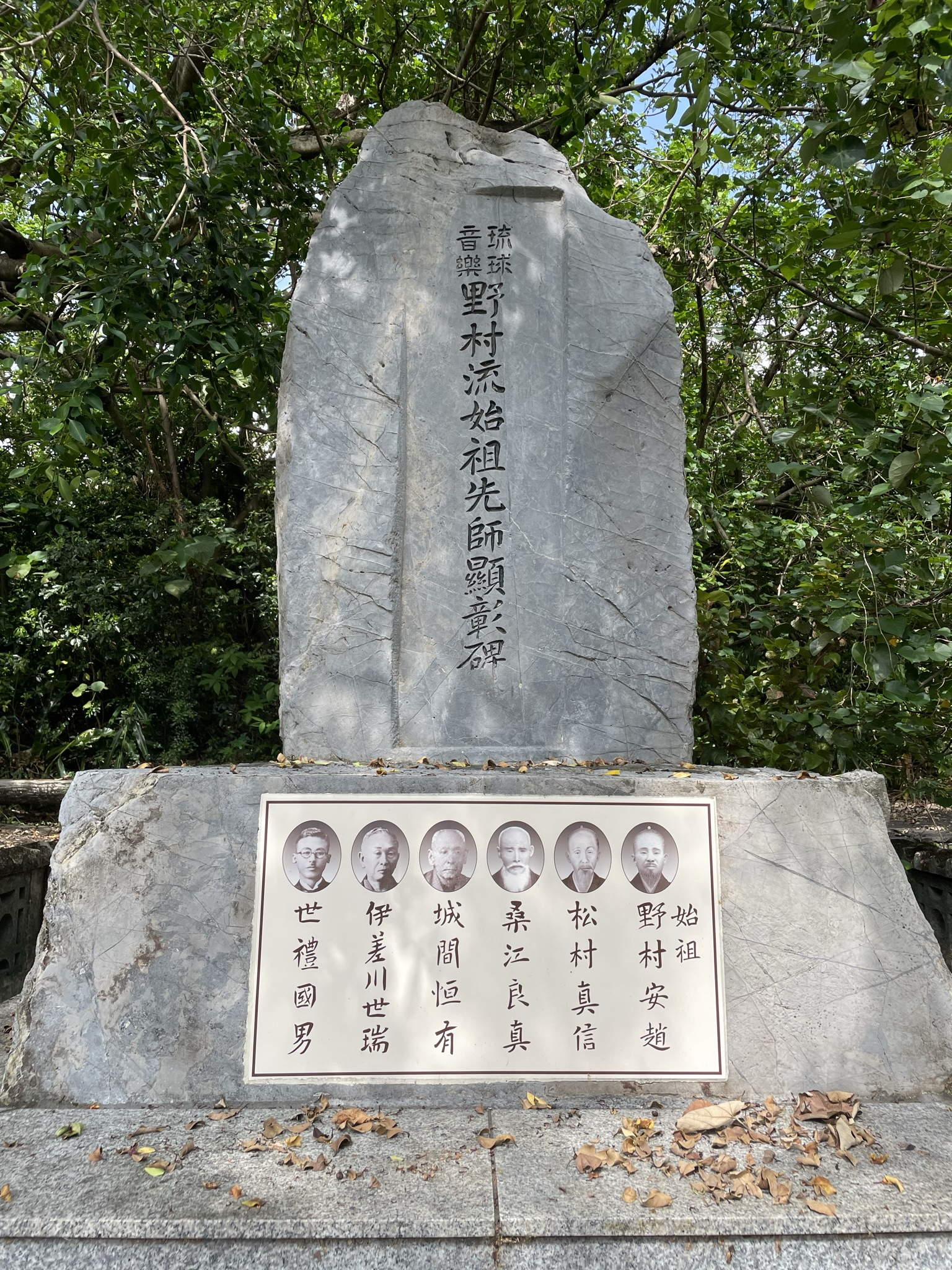
「琉球音楽　野村流始祖先師顕彰碑」。野村流の始祖である安趙の写真と名前が筆頭に記されている。沖縄県那覇市

- 1805年6月2日 父野村安美・母麻氏の長男として首里赤平に生まれる。
- 1820年12月8日 欹髻を結ぶ。
- 1829年12月朔日 若里之子に叙する。
- 1834年12月朔日 黄冠に叙する。
- 1838年12月朔日 取納座の筆者となる。
- 1839年12月朔日 同所の大屋子となる。
- 1843年3月 歌三味線の御用勤に因って褒賞を賜られる。
  - 6月朔日 御側仕となる。
- 1848年6月朔日 仕上世座の大屋子となる。
- 1860年6月朔日 御茶屋守となる。
- 1864年11月朔日 来寅年（1866年）の冊封大典あるによって躍方・歌三味線の師匠となる。
- 1867年正月28日 冊封大典が全て竣るの大慶によって當座敷に叙する。
- 1869年6月朔日 御料理座の大屋子と為って座敷に叙する。
- 1871年7月2日 死去。齢は67、号は義翁。

## 関連人物
幸地賢忠、新里朝住、照喜名聞覚、屋嘉比朝寄、豊原朝典、安冨祖正元。